# Robert Brauc
Robert Brauc, slovenski častnik in letalski inženir, * 10. februar 1969, Kranj.
Brauc je leta 1998 diplomiral na visokošolskem študiju z nalogo Sistem ugotavljanja kakovosti pregleda letala PC-9 Pilatus in leta 2001 diplomiral na univerzitetnem študiji z nalogo Sistem kakovosti in sledljivost meritev pri vzdrževanju letal, obakrat na Fakulteti za strojništvo v Mariboru.

## Pregled vojaške kariere

### Napredovanja
Slovenska vojska
- povišan v poročnika (14. maj 2002)
- povišan v majorja (4. maj 2010)
- povišan v podpolkovnika (4. maj 2010)

### Enote
Slovenska vojska
- poveljnik Letalskotehnične eskadrilje SV (LETEHE) (2009)

## Odlikovanja in priznanja
- bronasta medalja Slovenske vojske (11. maj 2000)